# 376 км (роз'їзд)
376 кіломе́тр — залізничний роз'їзд Лиманської дирекції Донецької залізниці на неелектрифікованій лінії 340 км — Волноваха між станціями Зачатівська (10 км) та Розівка (9 км). Розташований неподалік селища Мирне Пологівського району Запорізької області
Станом на початок 2018 року приміські поїзди не зупиняються.

## Історія
Роз'їзд побудований у 2016 році неподалік від зупинного пункту 375 км в ході модернізації дільниці Комиш-Зоря — Волноваха.
До кінця квітня 2018 року були виконані роботи щодо посиленого капітального ремонту непарної колії на перегонах роз'їзд 376 км — Розівка та Зачатівська — роз'їзд 376 км.